# Jorge Guasch
Jorge Catalino Guasch Bazán (* 17. Januar 1961 in Itá, Departamento Central) ist ein ehemaliger paraguayischer Fußballspieler. Er nahm an der Fußball-Weltmeisterschaft 1986 in Mexiko teil.

## Vereinskarriere
Guasch begann seine Karriere 1975 bei dem Provinzklub Guaraní de Davaru aus der Kleinstadt Carapeguá. Nach einem Jahr wechselte er zum Club Olimpia aus Asunción, wo er seine gesamte weitere Karriere bis zum Ende seiner aktiven Laufbahn 1991 verbrachte. Mit dem Club Olimpia gewann er zwischen 1978 und 1989 neun nationale Meisterschaften, 1979 und 1990 die Copa Libertadores, den Weltpokal 1979, die Copa Interamericana 1980, die Supercopa Sudamericana 1990 sowie die Recopa Sudamericana 1991.

## Nationalmannschaft
Am 3. Februar 1985 debütierte Guasch in einem Freundschaftsspiel gegen Uruguay in der paraguayischen Nationalmannschaft. Bei der Fußball-Weltmeisterschaft 1986 gehörte er dem paraguayischen WM-Kader an. Er wurde in allen Partien bis zum Ausscheiden seines Teams im Achtelfinale eingesetzt, davon dreimal als Einwechselspieler.
Es folgten zwei Teilnahmen an der Copa América 1987 und 1989, wobei er nur im Turnier von 1989 zum Einsatz kam.
Zwischen 1985 und 1991 bestritt Guasch insgesamt 47 Länderspiele für Paraguay, in denen er ohne Torerfolg blieb.

## Erfolge
- Paraguayische Meisterschaft: 1978 bis 1983, 1985, 1988 und 1989
- Copa Libertadores: 1979 und 1990
- Weltpokal: 1979
- Copa Interamericana: 1980
- Supercopa Sudamericana: 1990
- Recopa Sudamericana: 1991